# Makhaira
Makhaira (z řec. označení zahnuté dýky) je rod vyhynulého dravého mořského plaza (pliosaurida), žijícího v době před 130 milióny let (geologický věk hoteriv) na území dnešního západu Ruské federace (Uljanovská oblast). Formálně byl popsán roku 2015 jako typový druh Makhaira rossica. Je možné, že tento druh spadal do kladu Thalassophonea, k vývojovému počátku kladu Brachaucheniinae, kam spadaly rody Brachauchenius a Megacephalosaurus.

## Popis

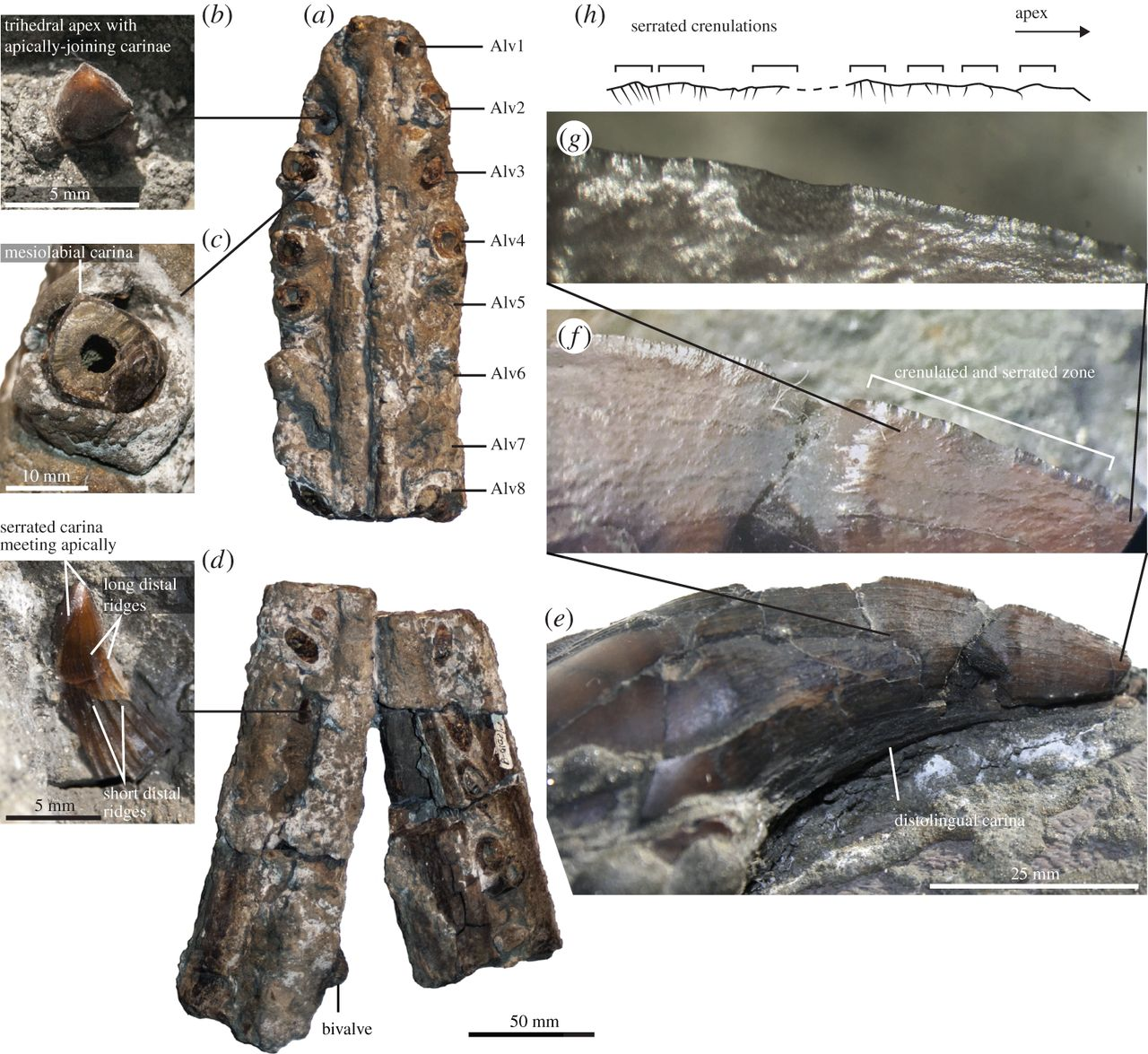
Makhaira rossica - dochované fosilie lebky

S odhadovanou délkou kolem 5 metrů se jednalo spíše o menšího zástupce pliosauridů, pozdější druhy dosahovaly poněkud větší velikosti. Přesto byl rod Makhaira patrně dominantním predátorem, lovícím relativně velkou kořist. Dochovaný fosilní materiál je však nekompletní, a tak přesnou představu o tomto pliosauridovi nemáme. Nepochybně však šlo o obratně plavajícího dravce s veslovitými končetinami a velkou hlavou s tlamou plnou ostrých zubů, vhodných k lovu kořisti větších rozměrů.